# Oberroth
Oberroth ist eine Gemeinde im schwäbischen Landkreis Neu-Ulm in Bayern. Sie ist Mitglied der Verwaltungsgemeinschaft Buch.

## Geografie

### Geografische Lage
Das Pfarrdorf liegt in der Region Donau-Iller in Mittelschwaben im Tal der Roth, 25 km nördlich von Memmingen und 35 km südöstlich von Ulm.

### Gemeindegliederung
Die Gemeinde hat zwei Gemeindeteile (in Klammern ist der Siedlungstyp angegeben):
- Oberroth (Pfarrdorf)
- Schalkshofen (Weiler)

## Geschichte

### Bis zum 19. Jahrhundert
Oberroth hieß um 780 Rota. Im Jahr 898 wurde es in einer kaiserlichen Urkunde genannt.
Der Ort gehörte zum Hochstift Augsburg. Seit dem Reichsdeputationshauptschluss von 1803 gehört er zu Bayern.

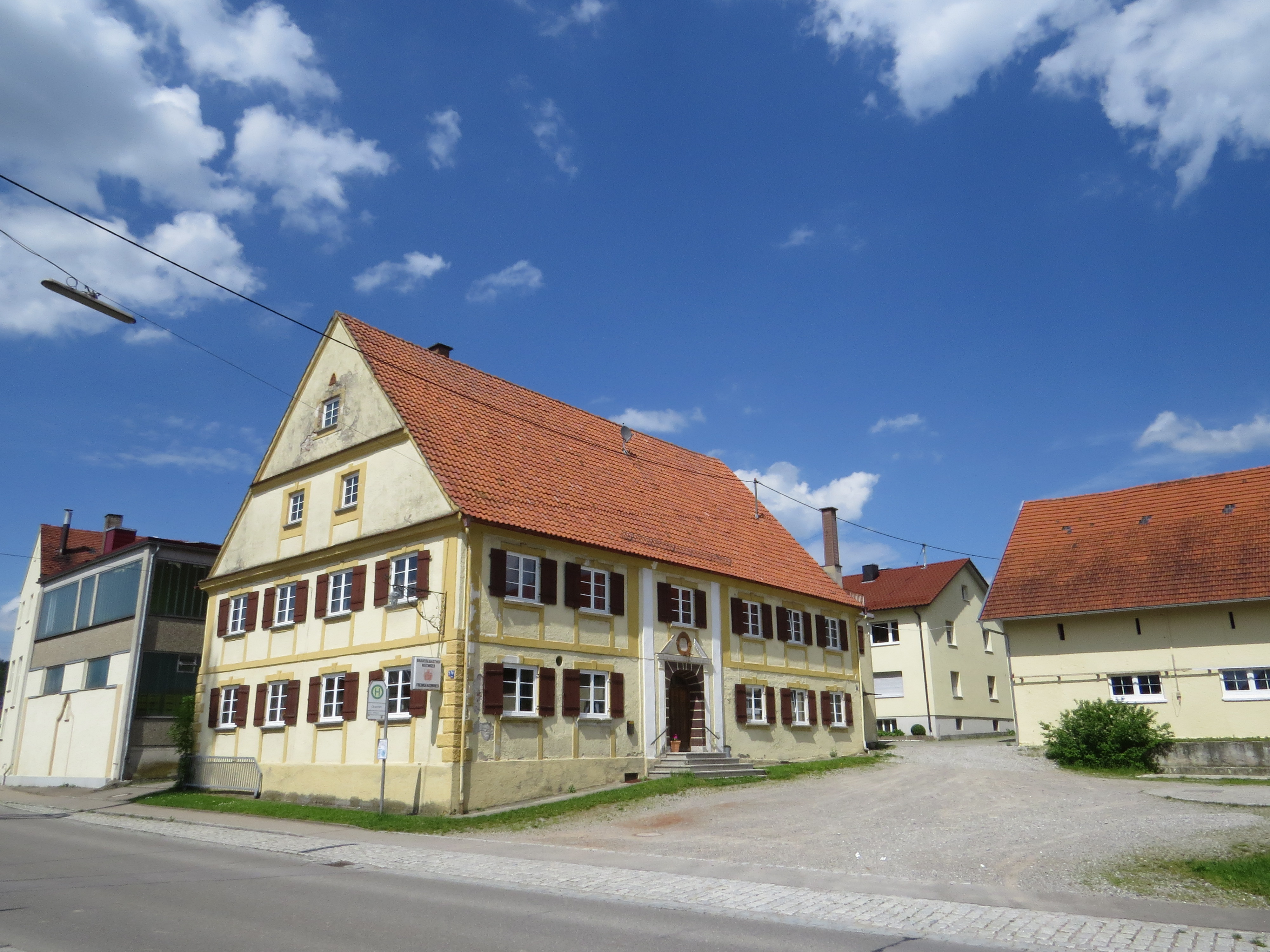
Brauereigasthof in Oberroth

### 20. Jahrhundert
Vor der Gemeindegebietsreform 1972 gehörten die Gemeindeteile zum ehemaligen Landkreis Illertissen. Am 1. Mai 1978 wurde der Gemeindeteil Unterschönegg an den Markt Babenhausen (Landkreis Unterallgäu) abgetreten, am 1. Januar 1979 kam ein kleiner Teil von Altenstadt dazu.

### Einwohnerentwicklung
Zwischen 1988 und 2019 wuchs die Gemeinde von 724 auf 909 um 185 Einwohner bzw. um 25,6 %.
- 1961: 661 Einwohner[4]
- 1970: 654 Einwohner[4]
- 1987: 723 Einwohner
- 1991: 757 Einwohner
- 1995: 794 Einwohner
- 2000: 824 Einwohner
- 2005: 839 Einwohner
- 2010: 837 Einwohner
- 2015: 900 Einwohner

## Politik

### Gemeinderat
Der Gemeinderat hat acht Mitglieder, zuzüglich des Bürgermeisters. Alle acht Mandate gingen 2014 und 2020 an den Bürgerblock.

### Bürgermeister
Bürgermeister ist Willibold Graf (Bürgerblock). Er wurde im Jahr 2014 Nachfolger von Erwin Reiter (Bürgerblock).

### Wappen
Die Wappenbeschreibung lautet: In Rot eine eingeschweifte goldene Spitze, darin ein wachsender roter Bischofsstab; vorne ein silberner Wellenbalken, hinten ein halber silberner Adler mit Spalt. Das ursprüngliche Wappen wurde gemindert und der Balken zu einem Wellenbalken umgestaltet, um die geographische Lage der Gemeinde im Tal der Roth zu symbolisieren. Der Bischofsstab erinnert an die Landesherrschaft des Hochstifts Augsburg.

## Baudenkmäler

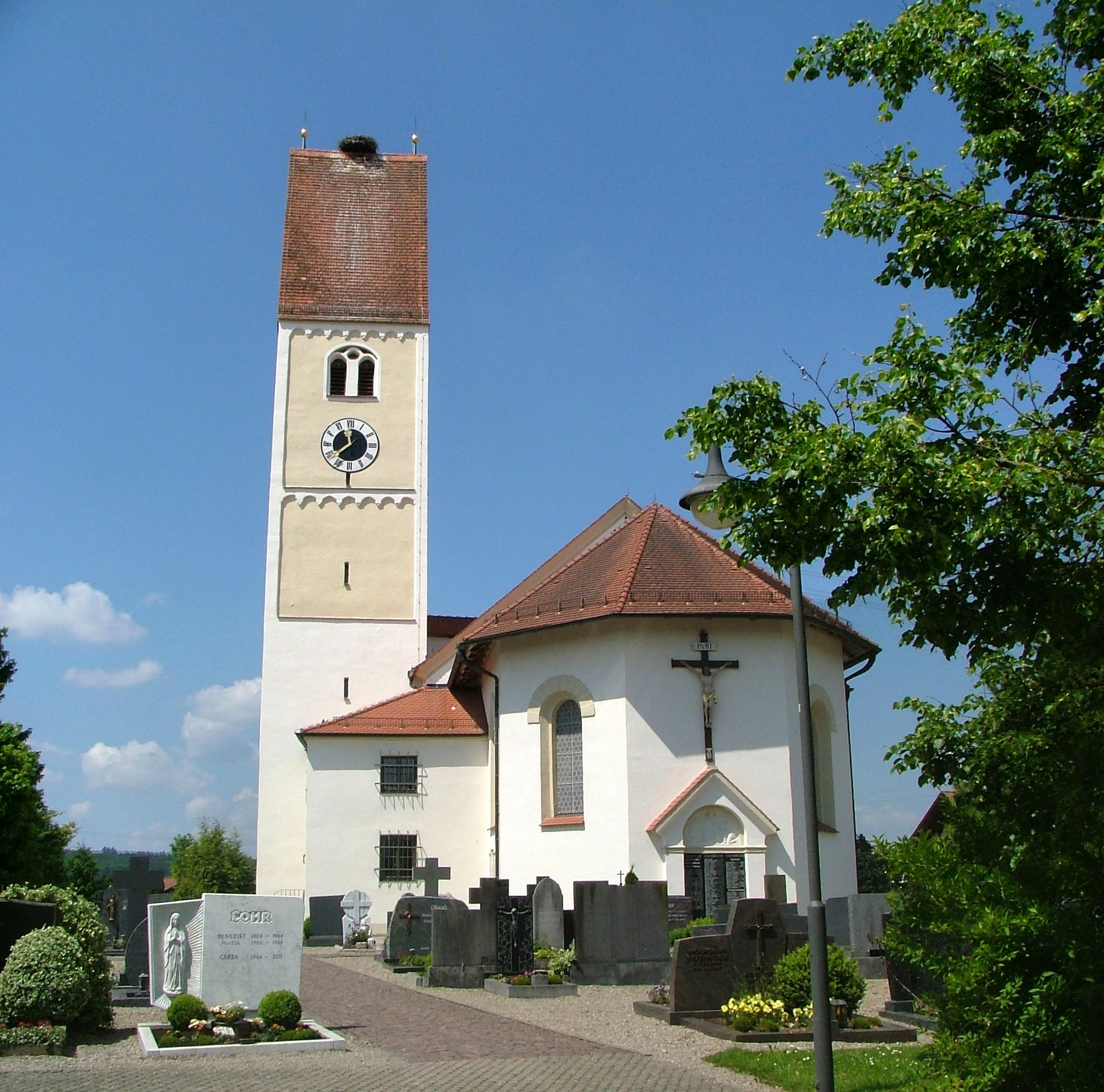
Pfarrkirche St. Stephan in Oberroth

## Wirtschaft und Infrastruktur

### Wirtschaft einschließlich Land- und Forstwirtschaft
Im Jahr 1998 gab es nach der amtlichen Statistik im produzierenden Gewerbe keine und im Bereich Handel und Verkehr keine sozialversicherungspflichtig Beschäftigten am Arbeitsort. In sonstigen Wirtschaftsbereichen waren am Arbeitsort zehn Personen sozialversicherungspflichtig beschäftigt. Sozialversicherungspflichtig Beschäftigte am Wohnort gab es insgesamt 308. Im verarbeitenden Gewerbe gab es zwei Betriebe, im Bauhauptgewerbe keinen. Zudem bestanden im Jahr 1999 30 landwirtschaftliche Betriebe mit einer landwirtschaftlich genutzten Fläche von 500 ha, davon waren 227 ha Ackerfläche und 273 ha Dauergrünfläche. Die Brauerei Reitinger mit angeschlossenem Brauereigasthof hatte ihren Sitz in Oberroth.

### Verkehr
Oberroth liegt an der Staatsstraße 2020. Die Autobahn A 7 verläuft etwa vier Kilometer westlich. Anschlussstellen sind Illertissen (AS 124) und Altenstadt (AS 125). Es gibt eine Busverbindung Babenhausen - Illertissen.

### Bildung
Im Jahr 2023 gab es folgende Einrichtungen:
- Kindergarten: 50 Kindergartenplätze mit 33 Kindern
- Grundschule: mit Klasse 1/2 & Klasse 3/4

## Persönlichkeiten
- Johann Evangelist Georg Lutz (1801–1882), Dekan, Kämmerer und Pfarrer in Oberroth von 1739 bis 1757